# مارين بيريتش
مارين بيريتش (17 أكتوبر 1990 في كندا - ) هو لاعب كرة قدم كرواتي في مركز جناح ‏. لعب مع Payam Mokhaberat Shiraz F.C. ‏ وNK Grobničan ‏ وNK Krka ‏ وNK Zavrč ‏ وNK Pomorac 1921 ‏ وNK Krk ‏.

## وصلات خارجية
- مارين بيريتش على موقع قاعدة بيانات كرة القدم.إي يو (الإنجليزية)
- مارين بيريتش على موقع Soccerway.com (الإنجليزية)